# Xian de Guangshan
Le xian de Guangshan (光山县 ; pinyin : Guāngshān Xiàn) est un district administratif de la province du Henan en Chine. Il est placé sous la juridiction de la ville-préfecture de Xinyang.

## Démographie
La population du district était de 782 344 habitants en 1999.